# Parables for Wooden Ears
Parables for Wooden Ears è il primo album in studio del gruppo musicale australiano Powderfinger, pubblicato nel 1994.

## Tracce
1. Walking Stick – 4:06
2. Tail – 5:27
3. Hurried Bloom – 3:34
4. Fathers' Pyramid – 4:38
5. Bridle You – 3:56
6. Citadel – 3:23
7. Sink Low – 2:12
8. Grave Concern – 4:46
9. Solution – 3:50
10. This Syrup to Exchange – 4:31
11. Namaste – 2:21
12. Blanket – 3:39
13. Save Your Skin – 3:36